# Powiśle (obraz Aleksandra Gierymskiego)
Powiśle – obraz olejny Aleksandra Gierymskiego namalowany w 1883.
Obraz powstał w 1883 w Warszawie. Obecnie znajduje się w zbiorach Muzeum Narodowego w Krakowie (nr inw. MNK II-a-928) i prezentowany jest w Galerii Sztuki Polskiej XIX wieku w Sukiennicach. Do zbiorów muzeum został zakupiony w 1950. Wcześniej po 1918 został pozyskany przez Edwarda Rejchera, następnie do 1939 był własnością Marii Rejcherowej, zaś w latach 40. XX w. został sprzedany w antykwariacie. Wymiary dzieła wynoszą – wysokość: 64,5 cm, szerokość: 47,5 cm (z ramą – wysokość: 86 cm, szerokość: 69 cm, głębokość: 10 cm). Na obrazie umieszczona jest sygnatura autorska Aleksander Gierymski.
Obraz Powiśle należy do grupy dzieł Aleksandra Gierymskiego, prezentujących w realistyczny sposób wielkomiejskie środowisko Warszawy, zwłaszcza ubogie i zaniedbane dzielnice, jak Stare Miasto, Solec oraz Powiśle wraz z zamieszkującymi tam przedstawicielami niższych warstw społecznych. Dzieła te mieściły się w nurcie realizmu i naturalizmu.

## Udział w wydarzeniach
Obraz był prezentowany m.in. na poniższych wystawach:
- Aleksander Gierymski (1850-1901), 2014-03-20 – 2014-08-10; Muzeum Narodowe w Warszawie